# トムセンの定理

トムセンの定理

トムセンの定理（トムセンのていり、英: Thomsen's theorem）は、ゲルハルト・トムセンに因んで命名された初等幾何学の定理である。三角形の辺に平行な線から成る特定の折線が閉曲線となることを主張する。
△ABCの辺（またはその延長）BC上に点P1をとる。P1を通りCAと平行な直線とABの交点をP2、P2を通りBCと平行な直線とCAの交点をP3、P3を通りABと平行な直線とBCの交点をP4、P4を通りCAと平行な直線とABの交点をP5、P5を通りBCと平行な直線とCAの交点をP6とする。P6を通りABと平行な直線とBCの交点はP1である。つまり折れ線P1P2P3P4P5P6P1は閉じる。また、いずれかの点が辺の中点である場合、その連鎖の長さは3になる。
またP1,P2,P3,P4,P5,P6は同一楕円上にある。
{\displaystyle k={\frac {BP_{1}}{BC}}={\biggl (}{\frac {CP_{2}}{CA}}={\frac {AP_{3}}{AB}}{\biggr )}}
としてその面積は
{\displaystyle {\frac {4\pi }{3k^{2}-3k+1}}S}
である。ただしSは三角形の面積。楕円の中心は三角形の重心。k=1/2のときシュタイナーの内接楕円、k=0,1のときシュタイナーの外接楕円である。
パップスの六角形定理の双対と同値な命題である。